# Рабат (Мальта)
Рабат (мальт. Ir-Rabat, англ. Rabat) — мальтійське поселення.
Населення — 12,462 осіб (2010).
На території Рабата люди жили принаймні з римських часів, коли він був частиною тодішньої столиці Мальти — Малета або ж на римський лад — Меліти (від фінікійського слова із значенням «прихисток»).
У I ст. серед місцевих мешканців поширилося християнство, яке на Мальту приніс апостол Павло. В Рабаті збереглися катакомби перших християн, які носять назви Св. Павла і Св. Агати.
У 870 році острів захопили араби, за панування яких Малет набув традиційного для мусульманського Сходу планування — власне місто (медіна) і ремісниче передмістя. Медіна згодом виокремилася в окреме поселення, тож передмістя стало самостійним населеним пунктом і отримало назву Рабат (від араб. الرباط — «передмістя»).